# ニューメキシコ州副知事
ニューメキシコ州副知事（Lieutenant Governor of New Mexico）は、アメリカ合衆国ニューメキシコ州の副知事である。

## 一覧
| #  | 氏名                               | 就任           | 退任           | 政党   | 知事                                          |
| -- | ---------------------------------- | -------------- | -------------- | ------ | --------------------------------------------- |
| 1  | エゼキエル・カベサ・デ・バカ       | 1912年1月6日   | 1917年1月1日   | 民主党 | ウィリアム・C・マクドナルド                   |
| 2  | ワシントン・エルズワース・リンジー | 1917年1月1日   | 1917年2月18日  | 共和党 | エゼキエル・カベサ・デ・バカ                  |
|    | 空席                               | 1917年2月18日  | 1919年1月1日   |        | ワシントン・エルズワース・リンジー            |
| 3  | ベンジャミン・F・パンキー          | 1919年1月1日   | 1921年1月1日   | 共和党 | オクテイヴィアノ・アンブロージオ・ララゾロ    |
| 4  | ウィリアム・H・ダックワース        | 1921年1月1日   | 1923年1月1日   | 共和党 | メリット・C・メケム                           |
| 5  | ジョゼ・A・バカ                    | 1923年1月1日   | 1924年5月      | 民主党 | ジェームズ・F・ヒンクル                       |
|    | 空席                               | 1924年5月      | 1925年1月1日   |        | ジェームズ・F・ヒンクル                       |
| 6  | エドワード・G・サージェント        | 1925年1月1日   | 1929年1月1日   | 共和党 | アーサー・T・ハネット リチャード・C・ディロン |
| 7  | ヒュー・B・ウッドワード            | 1929年1月1日   | 1929年7月      | 共和党 | リチャード・C・ディロン                       |
|    | 空席                               | 1929年7月      | 1931年1月1日   |        | リチャード・C・ディロン                       |
| 8  | アンドルー・ホッケンハル           | 1931年1月1日   | 1933年9月25日  | 民主党 | アーサー・セリグマン                          |
|    | 空席                               | 1933年9月25日  | 1935年1月1日   |        | アンドルー・ホックンハル                      |
| 9  | ルイス・カベサ・デ・バカ           | 1935年1月1日   | 1937年1月1日   | 民主党 | クライド・ティングリー                        |
| 10 | ハイラム・M・ダウ                  | 1937年1月1日   | 1939年1月1日   | 民主党 | クライド・ティングリー                        |
| 11 | ジェームズ・マレイ・シニア         | 1939年1月1日   | 1941年1月1日   | 民主党 | ジョン・E・マイルズ                           |
| 12 | セフェリオ・キンタナ               | 1941年1月1日   | 1943年1月1日   | 民主党 | ジョン・E・マイルズ                           |
| 13 | ジェームズ・B・ジョーンズ          | 1943年1月1日   | 1947年1月1日   | 民主党 | ジョン・J・デンプシー                         |
| 14 | ジョーゼフ・モントーヤ             | 1947年1月1日   | 1951年1月1日   | 民主党 | トーマス・J・マブリー                         |
| 15 | ティボ・J・チャベス                | 1951年1月1日   | 1955年1月1日   | 民主党 | エドウィン・L・メカム                         |
| 16 | ジョーゼフ・モントーヤ             | 1955年1月1日   | 1957年4月      | 民主党 | ジョン・F・シムズ エドウィン・L・メカム       |
|    | 空席                               | 1957年4月      | 1959年1月1日   |        | エドウィン・L・メカム                         |
| 17 | エド・V・ミード                    | 1959年1月1日   | 1961年1月1日   | 民主党 | ジョン・バローズ                              |
| 18 | トム・ボラック                     | 1961年1月1日   | 1962年11月30日 | 共和党 | エドウィン・L・メカム                         |
|    | 空席                               | 1962年11月30日 | 1963年1月1日   |        | トム・ボラック                                |
| 19 | マック・イーズリー                 | 1963年1月1日   | 1967年1月1日   | 民主党 | ジャック・M・キャンベル                       |
| 20 | リー・フランシス                   | 1967年1月1日   | 1971年1月1日   | 共和党 | デイヴィッド・カーゴ                          |
| 21 | ロベルト・モンドラゴン             | 1971年1月1日   | 1975年1月1日   | 民主党 | ブルース・キング                              |
| 22 | ロバート・E・ファーガソン          | 1975年1月1日   | 1979年1月1日   | 民主党 | ジェリー・アポダカ                            |
| 23 | ロベルト・モンドラゴン             | 1979年1月1日   | 1983年1月1日   | 民主党 | ブルース・キング                              |
| 24 | マイク・ランネルズ                 | 1983年1月1日   | 1987年1月1日   | 民主党 | トニー・アナヤ                                |
| 25 | ジャック・L・スタール              | 1987年1月1日   | 1991年1月1日   | 共和党 | ガリー・カラザース                            |
| 26 | ケイシー・ルーナ                   | 1991年1月1日   | 1995年1月1日   | 民主党 | ブルース・キング                              |
| 27 | ウォルター・ドワイト・ブラッドリー | 1995年1月1日   | 2003年1月1日   | 共和党 | ゲイリー・ジョンソン                          |
| 28 | ダイアン・デニッシュ               | 2003年1月1日   | 2011年1月1日   | 民主党 | ビル・リチャードソン                          |
| 29 | ジョン・サンチェス                 | 2011年1月1日   | 現職           | 共和党 | スザーナ・マルティネス                        |